# Лотнер, Тейлор
Тейлор Дэниел Лотнер (, произносится /ˈlaʊtnər/; род. 11 февраля 1992, Гранд-Рапидс) — американский актёр кино, телевидения и озвучивания, певец. Наибольшую известность получил благодаря участию в фильмах «Приключения Шаркбоя и Лавы» (2005), «День Святого Валентина» (2010) и вампирской саге «Сумерки», где исполнил роль Джейкоба Блэка.

## Биография

### Юные годы
Тейлор Лотнер родился в Гранд-Рапидс, штат Мичиган, в семье Дэниела и Деборы Лотнер. Имеет голландские, французские, немецкие и индейские корни (в частности, оттава и потаватоми). Тейлор — не единственный ребёнок в семье, у него есть младшая сестра Макена.
Лотнер начал изучать карате в шестилетнем возрасте в школе карате Фабиано в Холленде, Мичиган. На следующий год он уже выиграл турнир, а в 8 лет был приглашён продолжить обучение у семикратного чемпиона по каратэ Майка Чата. Его попросили представлять свою страну от Международной ассоциации каратэ, и он доказал своё мастерство, став Мировым юниором по каратэ и Чемпионом по борьбе с оружием и выиграв 3 золотых медали.

## Карьера
Тейлор начал свою актёрскую карьеру после того, как инструктор по боевым искусствам убедил его пойти на прослушивание Лос-анджелесской рекламы «Burger King», сети ресторанов быстрого питания. Хотя опыт оказался неудачным, этот эксперимент ему понравился и послужил толчком к действию. Вскоре Тейлор и его семья стали постоянно ездить туда-сюда из Мичигана во Флориду, чтобы Тейлор мог как можно чаще проходить прослушивания и получать игровые роли. С 9 лет Тейлор стал получать роли в фильмах и сериалах, а также озвучивал мультипликационных персонажей. Когда ему исполнилось десять, его семья переехала в Лос-Анджелес, чтобы он мог посвящать всё своё время актёрскому искусству.
Одновременно с этим Тейлор продолжил совершенствоваться в боевых искусствах. В 2003 году, в возрасте одиннадцати лет, он занял первое место в мире в соревнованиях NASKA в категориях: «Чёрный пояс Открытые формы», «Музыкальное оружие», «Традиционное оружие», и «Традиционные формы»; в возрасте двенадцати лет выиграл «Чемпионат мира по каратэ среди юниоров».
В 2001 года Лотнер сыграл Кисмета в телевизионном фантастическом экшне Макото Йокойамы «Тень убийца». Впоследствии он получил роли в сериалах: «Вечное лето», «Шоу Берни Мака» (Аарон) и «Моя жена и дети» (Тайрон).
Тейлор не раз принимал участие в съёмках мультсериала «Дэнни-призрак», где получил закадровую роль ЯнгБлада. Но настоящий успех пришёл к любителю каратэ только со звёздной ролью в трёхмерном детском фильме Роберта Родригеса «Приключения Шаркбоя и Лавы», где он сыграл главного героя — Шаркбоя, который демонстрирует свои навыки боевых искусств. Лотнер заявил, что, продолжая преуспевать в актёрской карьере, он также хочет окончить среднюю школу.
Тейлор получал небольшие роли в нескольких телевизионных шоу и фильмах, включая «Час варьете Ника и Джессики». Мало того, юный актёр успешно работает за кадром, озвучивая различных персонажей. Кроме голоса ЯнгБлада из «Дэнни-призрак» он работал над озвучиванием нескольких персонажей в эпизодах мультсериала «Что новенького, Скуби-Ду?» и мультфильма «Он хулиган, Чарли Браун», а также стал голосом Сайласа в анимированном сериале «Сайлас и Британи». Несколько месяцев он проходил прослушивание на роль Элиота, чтобы попасть в комедийную семейную ленту Адама Шенкмана «Оптом дешевле 2».

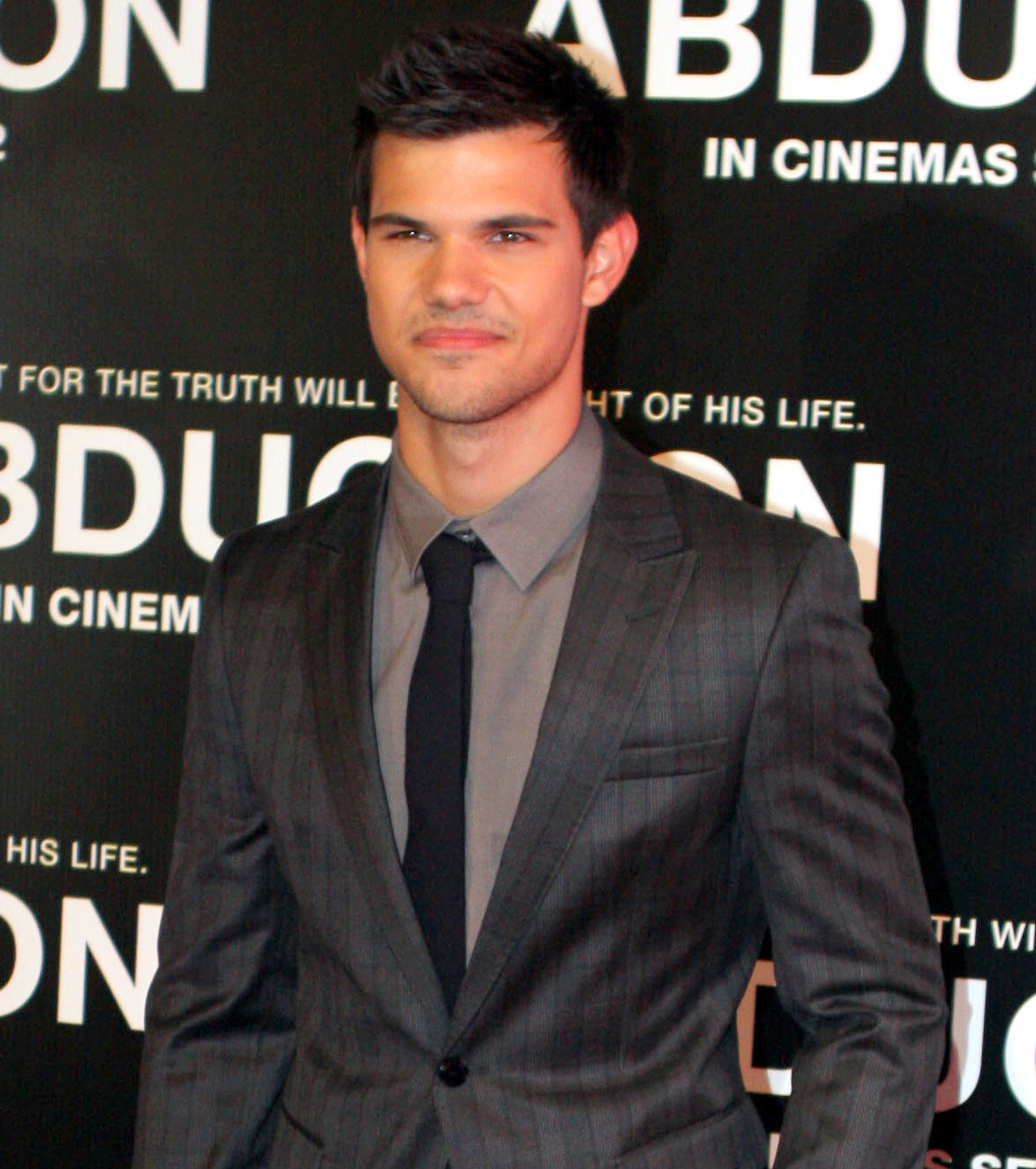
Лотнер на премьере фильма «Погоня», 2011 год

В 2008 году Лотнер сыграл сына Кристиана Слейтера в сериале «Мой личный враг», пока его не закрыли после выхода девяти эпизодов. Также в январе 2008 года Тейлор прошёл отбор на роль в первом фильме саги «Сумерки». На кастинге он познакомился с Кристен Стюарт, которая уже была утверждена на роль Беллы. Вместе с ней он на прослушивании читал часть сценария и получил роль Джейкоба Блэка. Для создания образа в этом фильме Тейлору пришлось поработать над своей внешностью и нарастить мускулатуру. Он появился во всех следующих продолжениях саги.
В сентябре 2011 года вышел фильм «Погоня» с участием Тейлора и Лили Коллинз. Он получил негативные отзывы кинокритиков, а игра самого Тейлора подверглась резкой критике.
В феврале 2014 года стало известно, что он присоединится к актёрскому составу комедийного телесериала «Куку», заменив Энди Сэмберга.
23 июня 2016 года был выбран на роль врача Кэссиди Каскеда в телесериале Райана Мерфи «Королевы крика».

## Личная жизнь
В 2009 году некоторое время встречался со своей коллегой по фильму «День Святого Валентина» Тейлор Свифт. После расставания Свифт посвятила их роману одну из своих песен — «Back To December».
С июня 2013 Тейлор состоял в отношениях со своей коллегой по фильму «Трейсеры», актрисой Мари Авгеропулос. Пара рассталась в 2015 году.
После ранения в пупок, во время съёмок фильма "Трейсеры", только 11 ноября 2022 года женился на Тейлор Доум, после этого с голым торсом не появляется. 

## Фильмография
| Год       |    | Русское название                | Оригинальное название                  | Роль                                         |
| --------- | -- | ------------------------------- | -------------------------------------- | -------------------------------------------- |
| 2001      | с  | Моя жена и дети                 | My Wife and Kids                       | Тайрон                                       |
| 2001      | ф  | Тень-убийца                     | Shadow Fury                            | Кисмет                                       |
| 2001      | ф  | Шоу Берни Мака                  | Bernie Mac Show                        | Аарон                                        |
| 2002      | мф | Что новенького, Скуби-Ду?       | What’s New, Scooby-Doo?                | Дэннис (озвучка)                             |
| 2003      | мф | Дак Доджерс                     | Duck Dodgers                           | Реджи (озвучка)                              |
| 2004      | с  | Дэнни-призрак                   | Danny Phantom                          | Янгблад (озвучка)                            |
| 2004      | с  | Вечное лето                     | Summerland                             | мальчик на пляже                             |
| 2005      | ф  | Приключения Шаркбоя и Лавы      | The adventure of Sharkboy and Lavagirl | Шаркбой                                      |
| 2005      | ф  | Оптом дешевле 2                 | Cheaper by the Dozen 2                 | Элиот Мёрто                                  |
| 2005      | с  | Лав Инкорпорейшн                | Love, Inc                              | Оливер                                       |
| 2008      | ф  | Сумерки                         | Twilight                               | Джейкоб Блэк                                 |
| 2008      | с  | Мой личный враг                 | My Own Worst Enemy                     | Джек Спиви                                   |
| 2009      | ф  | Сумерки. Сага. Новолуние        | The Twilight Saga: New Moon            | Джейкоб Блэк                                 |
| 2010      | ф  | День Святого Валентина          | Valentine`s day                        | Уилли                                        |
| 2010      | ф  | Сумерки. Сага. Затмение         | The Twilight Saga: Eclipse             | Джейкоб Блэк                                 |
| 2011      | ф  | Погоня                          | Abduction                              | Нейтан Харпер                                |
| 2011      | ф  | Сумерки. Сага. Рассвет: Часть 1 | Twilight Saga: Breaking Dawn — Part 1  | Джэйкоб Блэк                                 |
| 2012      | ф  | Сумерки. Сага. Рассвет: Часть 2 | Twilight Saga: Breaking Dawn — Part 2  | Джейкоб Блэк                                 |
| 2013      | ф  | Одноклассники 2                 | Grown Ups 2                            | парень из братства Энди (в титрах не указан) |
| 2014      | ф  | Трейсеры                        | Tracers                                | Кэм                                          |
| 2014—2018 | с  | Куку                            | Cuckoo                                 | Дейл Эшбрик-младший                          |
| 2015      | ф  | Нелепая шестёрка                | The Ridiculous 6                       | Малыш Пит                                    |
| 2016      | с  | Королевы крика                  | Scream Queens                          | врач Кэссиди Каскейд                         |
| 2022      | ф  | Домашняя игра                   | Home Team                              | Трой Ламберт                                 |